# Công viên Stanley

Bản đồ thê hiện vị trí cua công viên trong thành phố

Stanley Park là công viên công cộng rộng 1,001-acre tạo nên một cạnh của vùng downtown của Vancouver, Canada và hầu như bị bao quanh bởi Vịnh Vancouver Harbour và English Bay.

## Ngày nay
Rừng tiếp tục tạo cho công viên đặc điểm tự nhiên, hơn hầu hết các công viên đô thị khác, khiến nhiều người gọi nó là ốc đảo đô thị. Các loại cây bao gồm Douglas fir, western red cedar, western hemlock, and Sitka spruce. Từ 1992, các cây cao nhất đã được đánh dấu bởi nhân viên công viên vì mục đích an toàn. 

### Địa điểm thu hút khách

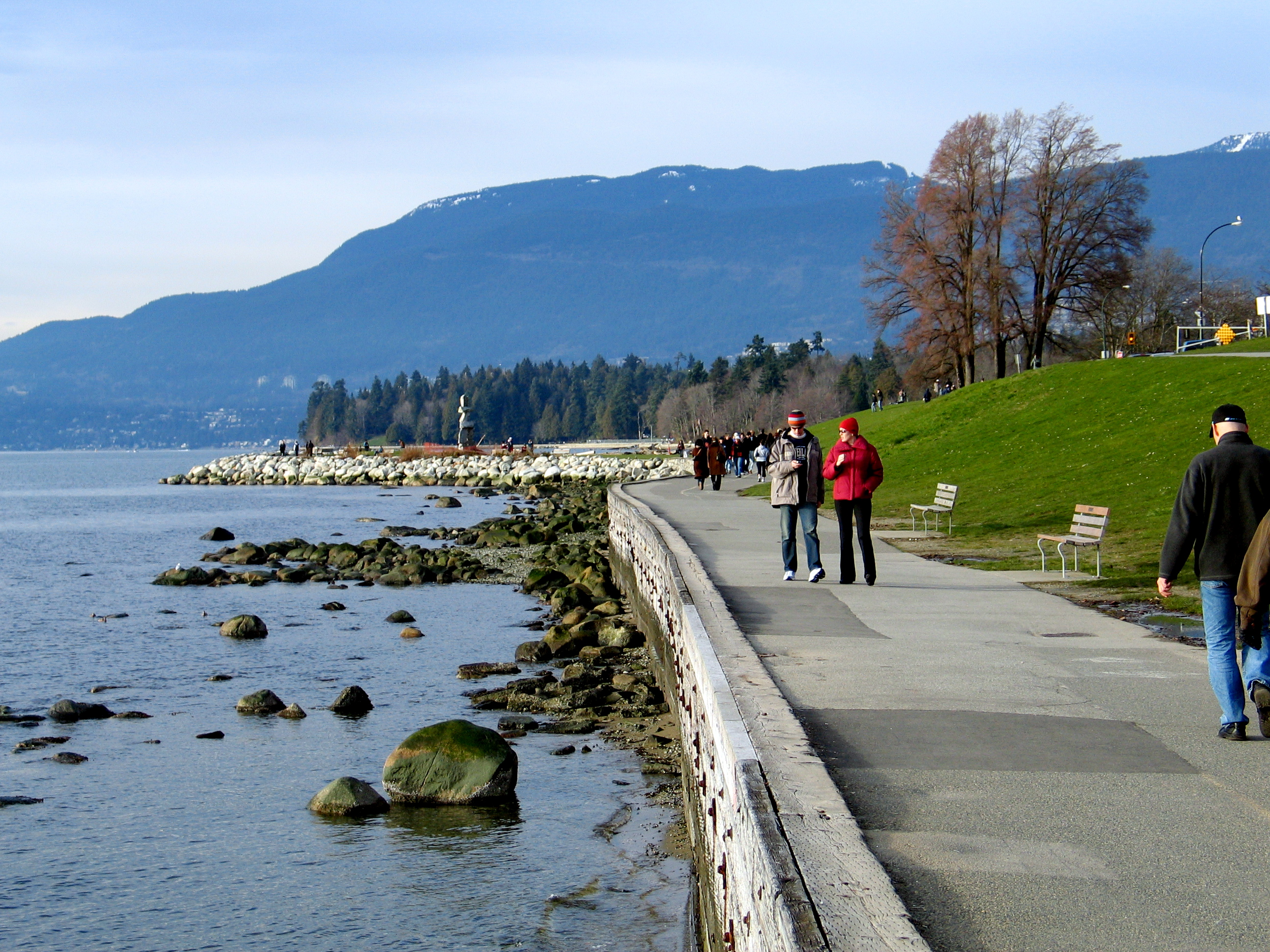
Đường đi bộ dọc theo đường bờ biển Tường biển Vancouver

Vancouver Seawall được biết đến dành cho đi bộ, chạy, xe đạp, trượt patin và câu cá (cần có giấy phép). Có hai đường, một cho người trượt và đi xe đạp (đường một chiều thành vòng ngược chiều kim đồng hồ). và một cho người đi bộ. Đường đi bộ vòng quanh công viên mất khoảng 2-3 giờ, xe đạp hết 1 giờ.

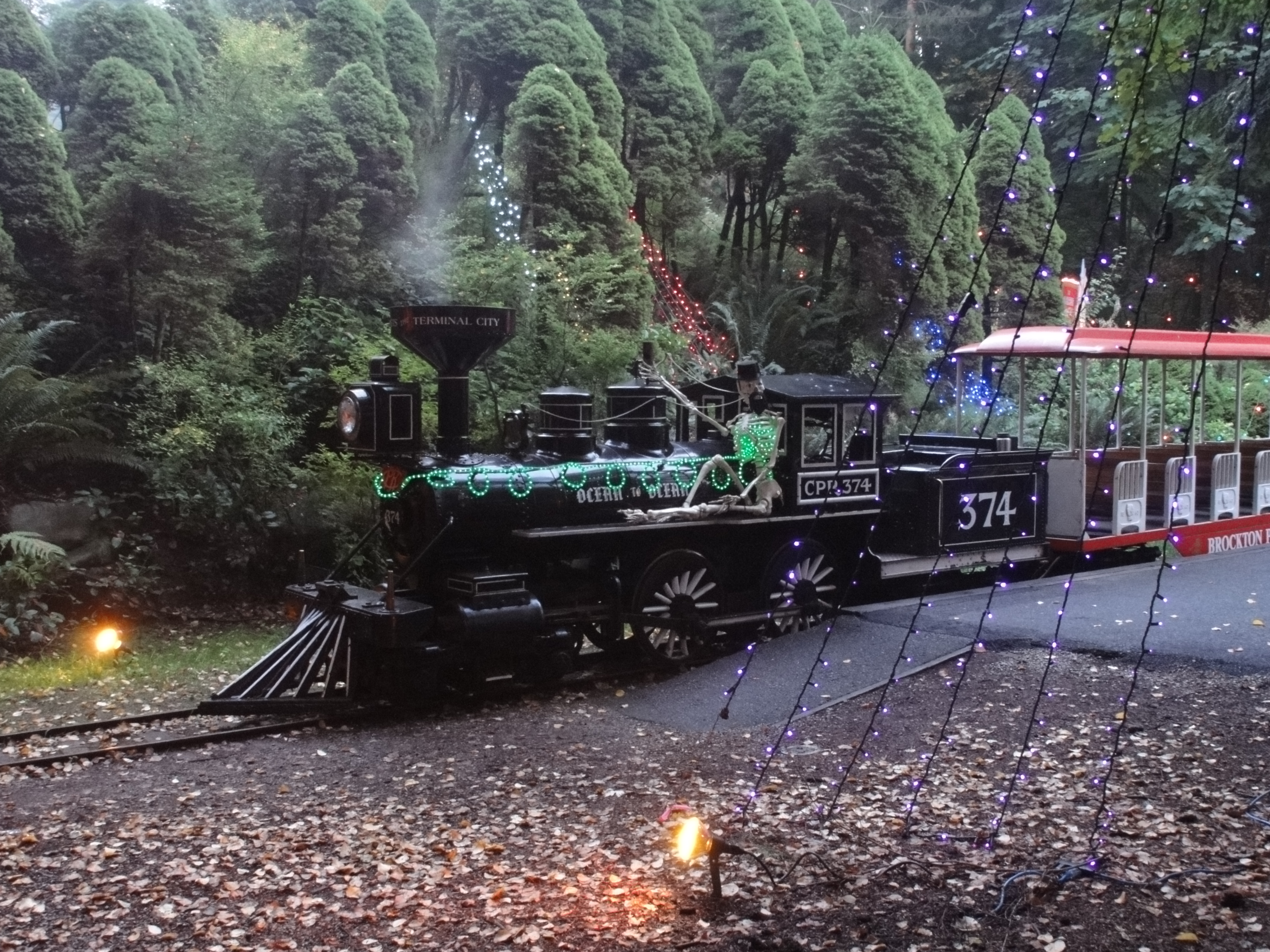
Đường xe lửa mini.

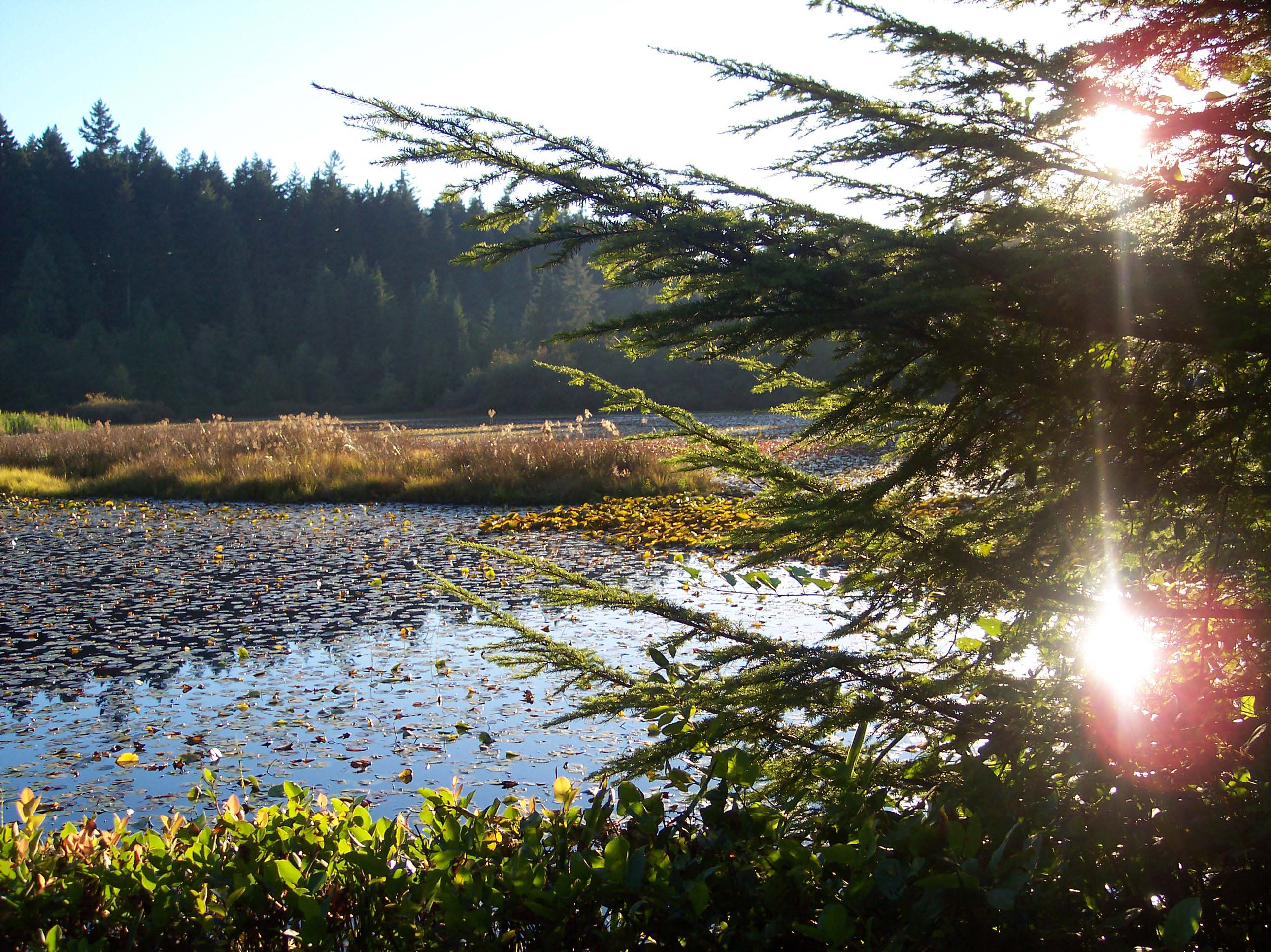
Hoa súng "Hoàng gia" trên hồ Beaver Lake

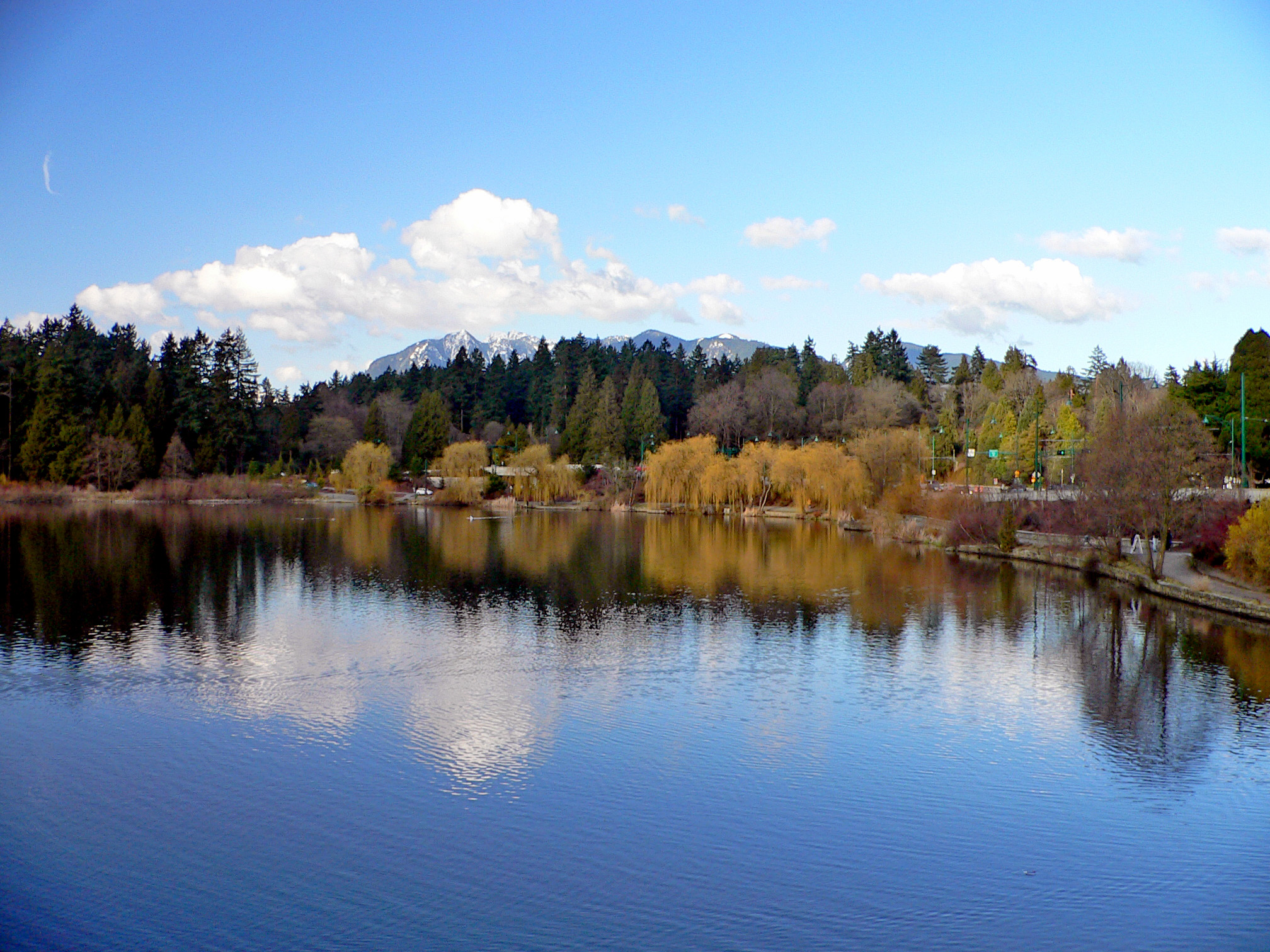
Hồ nước ngọt Lost Lagoon nhìn về phía Bắc

Thủy cung Vancouver Aquarium lớn nhất tại Canada, có nhiều sinh vật biển như cá dolphins, belugas, Sư tử biển, harbour seals, and sea otters. Thủy cung cũng có rạp chiếu phim 4D. 
Hồ Beaver Lake là không gian nghỉ ngơi nằm giữa rừng cây, mặt hồ bao phủ hoàn toàn bởi cây Hoa Súng.
Hồ Lost Lagoon, nước ngọt, rộng 41-acre gần cổng vào phố Georgia Street, là nơi cư ngụ của nhiều loài chim như thiên nga, ngỗng Canada và vịt.
Stanley Park cũng có sân chơi, bãi biển, vườn, sân tennis, một sân gôn 18 lỗ, một hồ bơi bên bờ biển, một công viên phun nước, và khu vòm Brockton Oval, được sử dụng để theo dõi thể thao, bóng bầu dục và cricket.